# Dorothy Cheney
Dorothy Cheney (geboren Bundy) (Los Angeles, Californië 1 september 1916 – Escondido, 23 november 2014) was een tennisspeelster uit de Verenigde Staten, dochter van May Sutton en Tom Bundy, die ook tennisten op het hoogste niveau. Zij speelde succesvol tennis vanaf haar tienerjaren tot voorbij haar negentigste verjaardag, waarbij zij meer dan 390 Amerikaanse tennistitels won.

## Loopbaan
In 1938 was Dorothy Bundy de eerste Amerikaanse vrouw die het Australisch tenniskampioenschap wist te winnen, door Dorothy Stevenson in de finale te verslaan met 6-3, 6-2. In de jaren 1937–1939 was zij lid van het winnende Wightman Cup-team, tot de Tweede Wereldoorlog haar tenniscarrière doorkruiste.
Op 17 oktober 1946 huwde ze Arthur Charles Cheney.
Cheney heeft tot op zeer hoge leeftijd tennis gespeeld, en zodoende vele seniorentitels gewonnen, waardoor zij recordhouder werd bij de United States Tennis Association (USTA) met meer dan 300 National Senior-titels.
In 1988 ontving zij de Sarah Palfrey Danzig Award.
In 2002 speelde zij samen met haar dochter Christine Putnam op het USTA National Grass Court Super-Senior Mother Daughter-kampioenschap, dat zij samen wonnen.
In 2004 werd ze opgenomen in de internationale Tennis Hall of Fame.
Ze overleed op 98-jarige leeftijd in Californië.

## Resultaten grandslamtoernooien
| Legenda | Legenda                          |
| ------- | -------------------------------- |
| g.t.    | geen toernooi gehouden           |
| l.c.    | lagere categorie                 |
| –       | niet deelgenomen                 |
| G       | uitgeschakeld in de groepsfase   |
| 1R      | uitgeschakeld in de eerste ronde |
| 2R      | uitgeschakeld in de tweede ronde |
| 3R      | uitgeschakeld in de derde ronde  |
| 4R      | uitgeschakeld in de vierde ronde |
| KF      | uitgeschakeld in de kwartfinale  |
| HF      | uitgeschakeld in de halve finale |
| F       | de finale verloren               |
| W       | het toernooi gewonnen            |
| w-v     | winst/verlies-balans             |

ƒ = toernooi was alleen open voor Fransen

### Enkelspel
| Australian Open | –  | –  | W  | –  | –    | g.t. | g.t. | g.t. | g.t. | g.t. | –  | –  | –  |
| Roland Garros   | –  | –  | –  | –  | g.t. | ƒ    | ƒ    | ƒ    | ƒ    | ƒ    | HF | –  | –  |
| Wimbledon       | –  | –  | 4R | –  | g.t. | g.t. | g.t. | g.t. | g.t. | g.t. | HF | –  | –  |
| US Open         | KF | HF | HF | KF | KF   | KF   | –    | HF   | HF   | KF   | 1R | 3R | 1R |

† in 1946 en 1947 werd Roland Garros na Wimbledon gehouden